# Romain Zingle
Romain Zingle (Lobbes, 29 gennaio 1987) è un ex ciclista su strada belga, attivo tra gli Elite UCI dal 2008 al 2015.

## Carriera
Passato professionista a 22 anni con la Verandas Willems nel 2009, dopo alcuni mesi come stagista nel 2008 presso la Cofidis, coglie la sua prima e unica vittoria nello stesso anno, al Circuit de Wallonie.
L'anno successivo, passando alla Cofidis, si mette in luce alla Vuelta a España dove coglie un secondo posto nella decima tappa, al termine di una fuga. Nelle stagioni successive, pur partecipando a Tour e Vuelte, non coglie nessun piazzamento di prestigio. A causa di una miocardite, conclude l'attività agonistica nel luglio 2015.

## Palmarès
- 2007

Classifica generale Tour de la Province de Namur
- 2009 (Verandas Willems, una vittoria)

Circuit de Wallonie

## Piazzamenti

### Grandi Giri
- Tour de France

2011: 152º
2012: 90º
- Vuelta a España

2010: 87º
2013: 91º
2014: 83º

### Classiche monumento
- Milano-Sanremo

2011: 133º
- Giro delle Fiandre

2011: 125º
2014: ritirato
- Parigi-Roubaix

2010: fuori tempo massimo
2011: 92º
2013: ritirato
- Liegi-Bastogne-Liegi

2010: ritirato
2013: 134º
2014: 121º
- Giro di Lombardia

2010: ritirato

### Competizioni mondiali
- Campionati europei

Varese 2008 - In linea Under-23: 41°
Mendrisio 2009 - In linea Under-23: 39°
Valkenburg 2012 - Cronosquadre: 21°

### Competizioni europee
- Campionati europei

Hooglede-Gits 2009 - In linea Under-23: 54°